# Ascobolaceae
Ascobolaceae is een familie van de Pezizomycetes, behorend tot de orde van Pezizales. De familie omvat volgens Index Fungorum vier geslachten en 170 soorten (peildatum maart 2023).

## Taxonomie
De familie Ascobolaceae bestaat uit de volgende geslachten:
- Ascobolus (Spikkelschijfje) (99)
- Cubonia (4)
- Saccobolus (44)
- Thecotheus (23)